# Citadel van Spandau
De citadel van Spandau is een verdedigingswerk in het Berlijnse stadsdeel Haselhorst bij de plek waar de Havel en de Spree samenvloeien, recht tegenover het stadsdeel Spandau. 
Het werd gebouwd tussen 1559 en 1594 op de plaats waar reeds een middeleeuws eilandfort was. Het fort was bedoeld voor de verdediging van Spandau. De Juliusturm, die al uit de 13de eeuw dateert is het oudste nog bestaande bouwwerk in Berlijn. 
Tijdens de Tweede Wereldoorlog werd de citadel een onderdeel in de verdedigingslinie van Berlijn. Tijdens de Slag om Berlijn belegerde het Rode Leger de citadel, omdat het te lastig was om het fort snel in te nemen. Na onderhandelingen gaven de in de citadel gelegerde Duitse troepen zich over op 1 mei 1945. Hierdoor bleven veel mensenlevens en de historische bouwwerken gespaard.
Tegenwoordig is het een museum en een populaire toeristische trekpleister. Het is bereikbaar via het station Zitadelle van de Berlijnse metro.

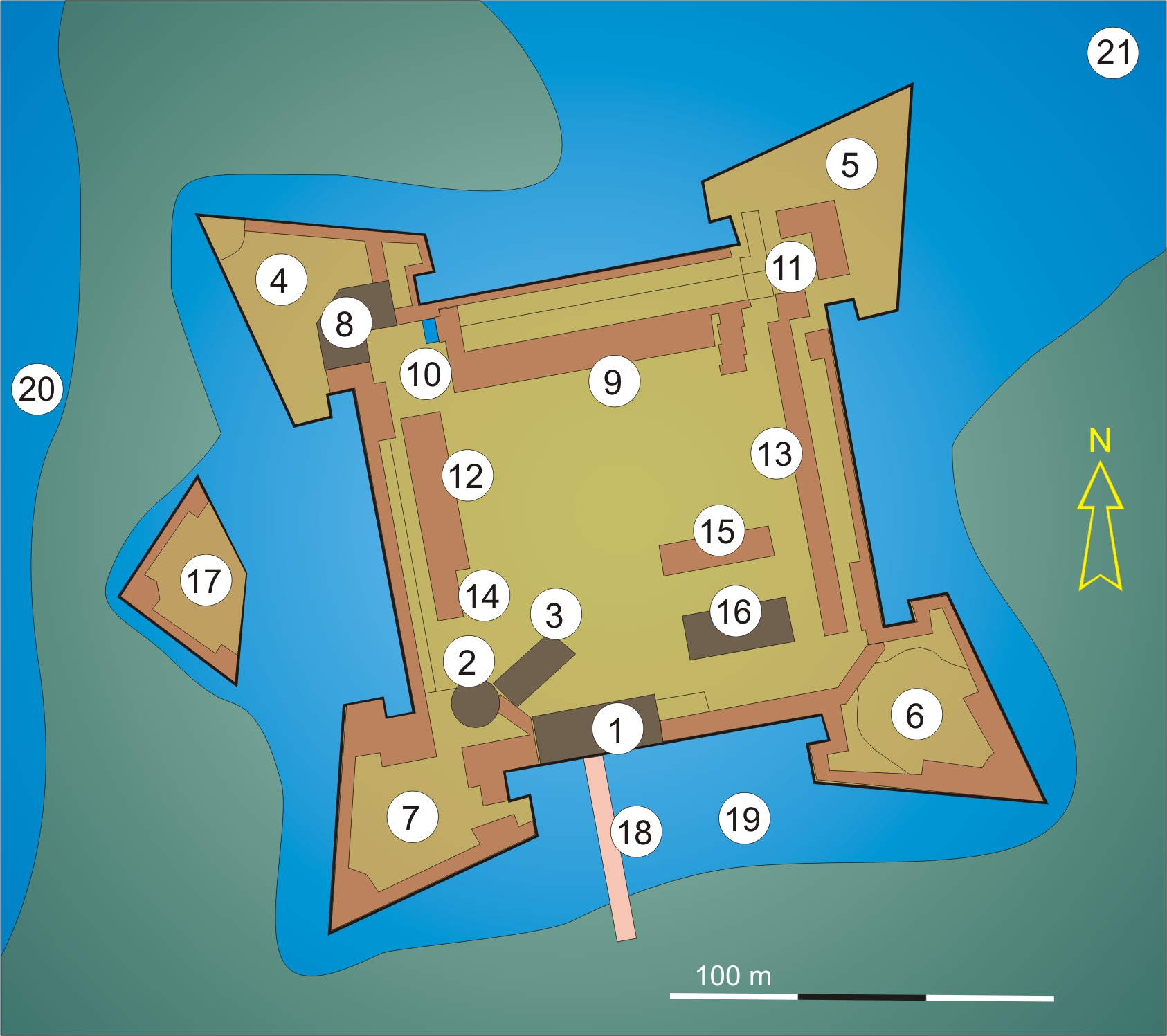
Plattegrond
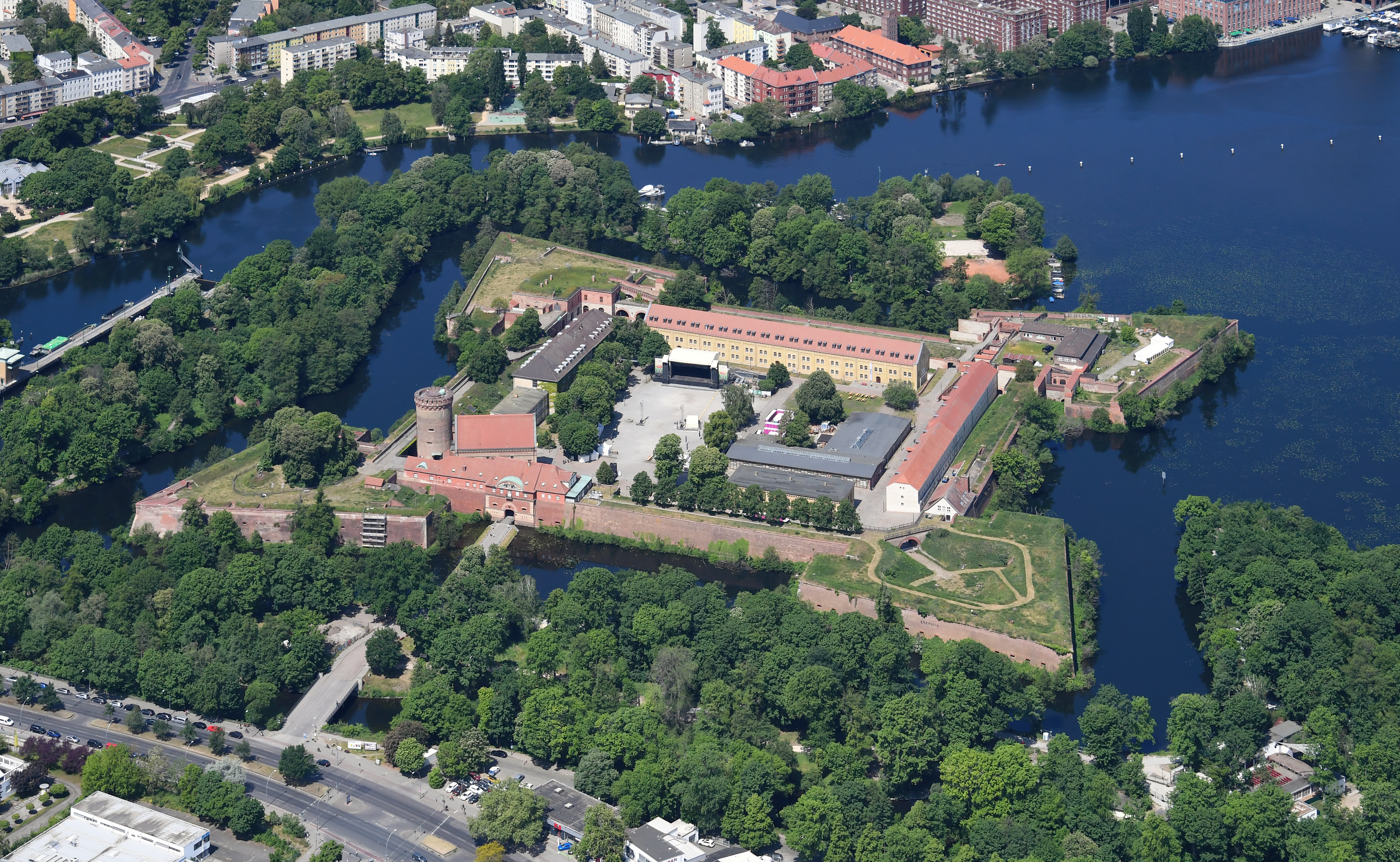
Luchtfoto van de Citadel van Spandau
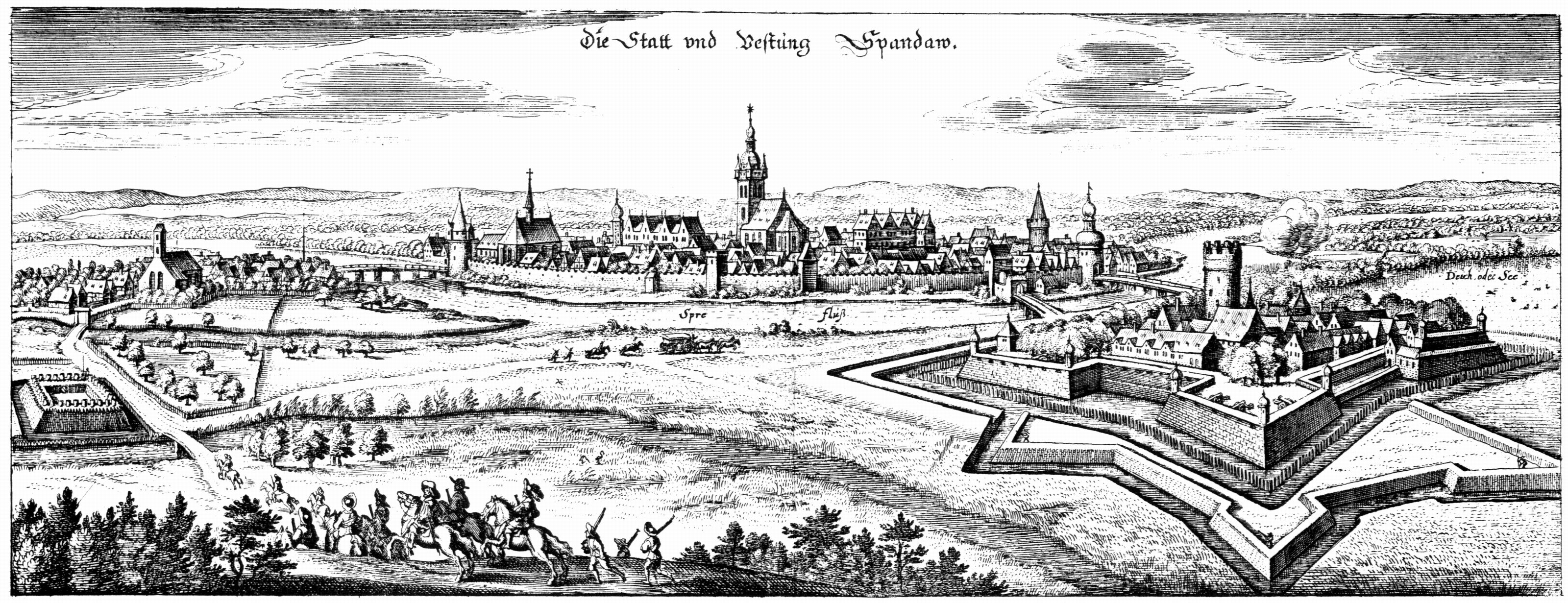
Spandau en de citadel in 1633
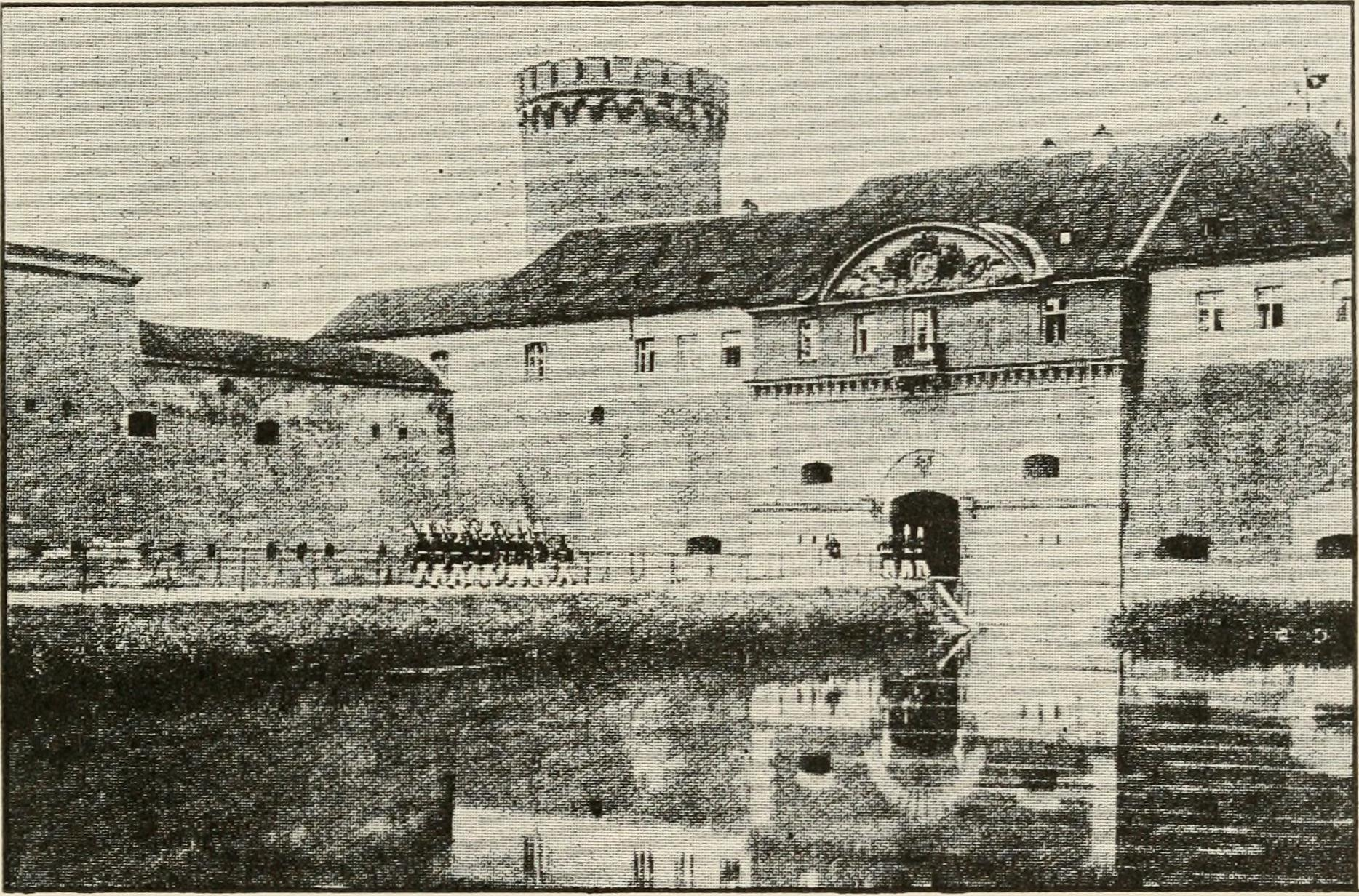
De citadel in de jaren 1910
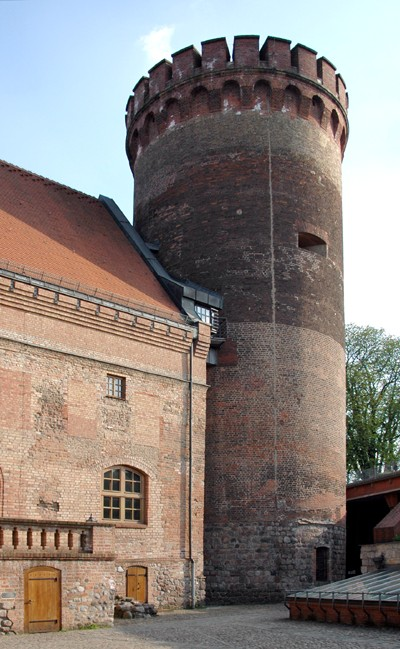
Juliustoren
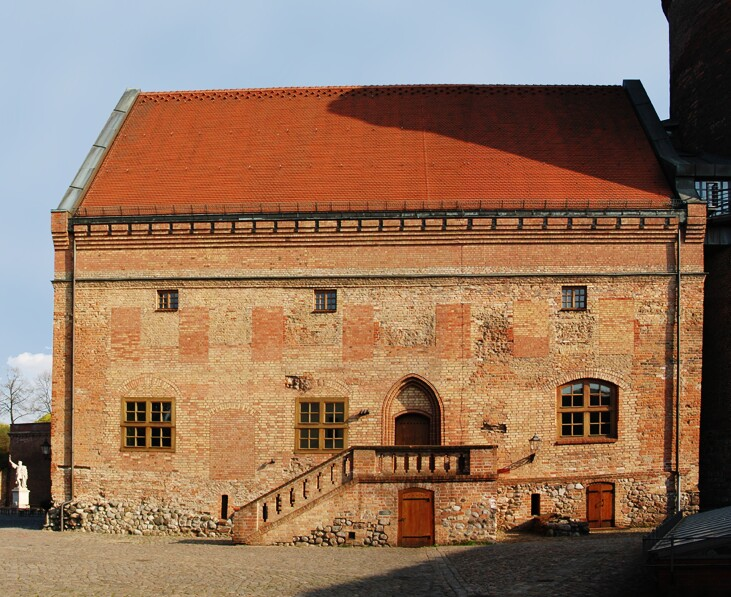
Paleis